# Mortes em março de 2023
Mortes em 2023: ← Janeiro – Fevereiro – Março – Abril – Maio – Junho – Julho – Agosto – Setembro – Outubro – Novembro – Dezembro →
Esta é uma relação de pessoas notáveis que morreram durante o mês de março de 2023, listando nome, nacionalidade, ocupação e ano de nascimento.

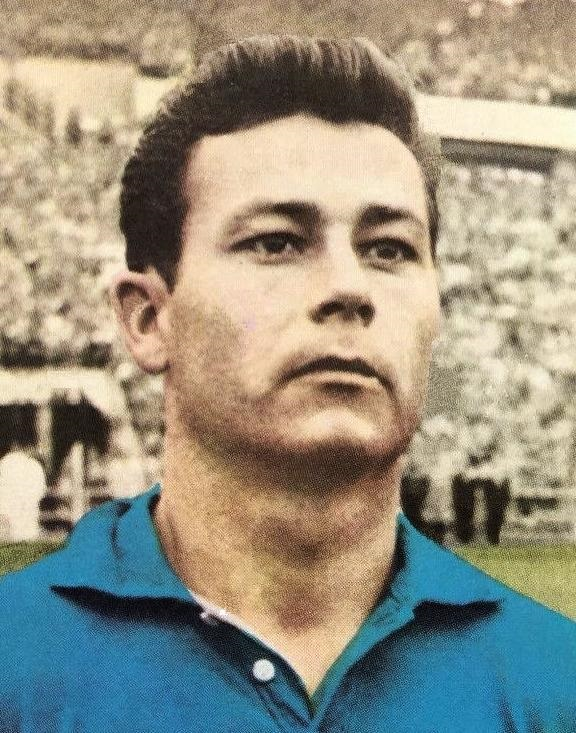
Just Fontaine, futebolista francês.

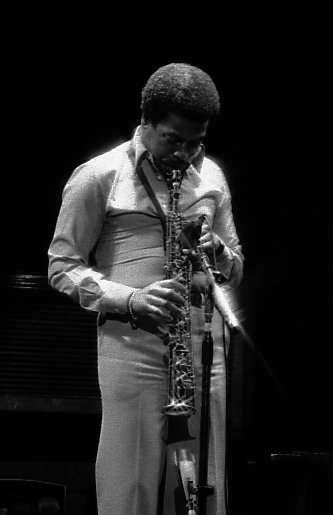
Wayne Shorter, saxofonista e compositor norte-americano.

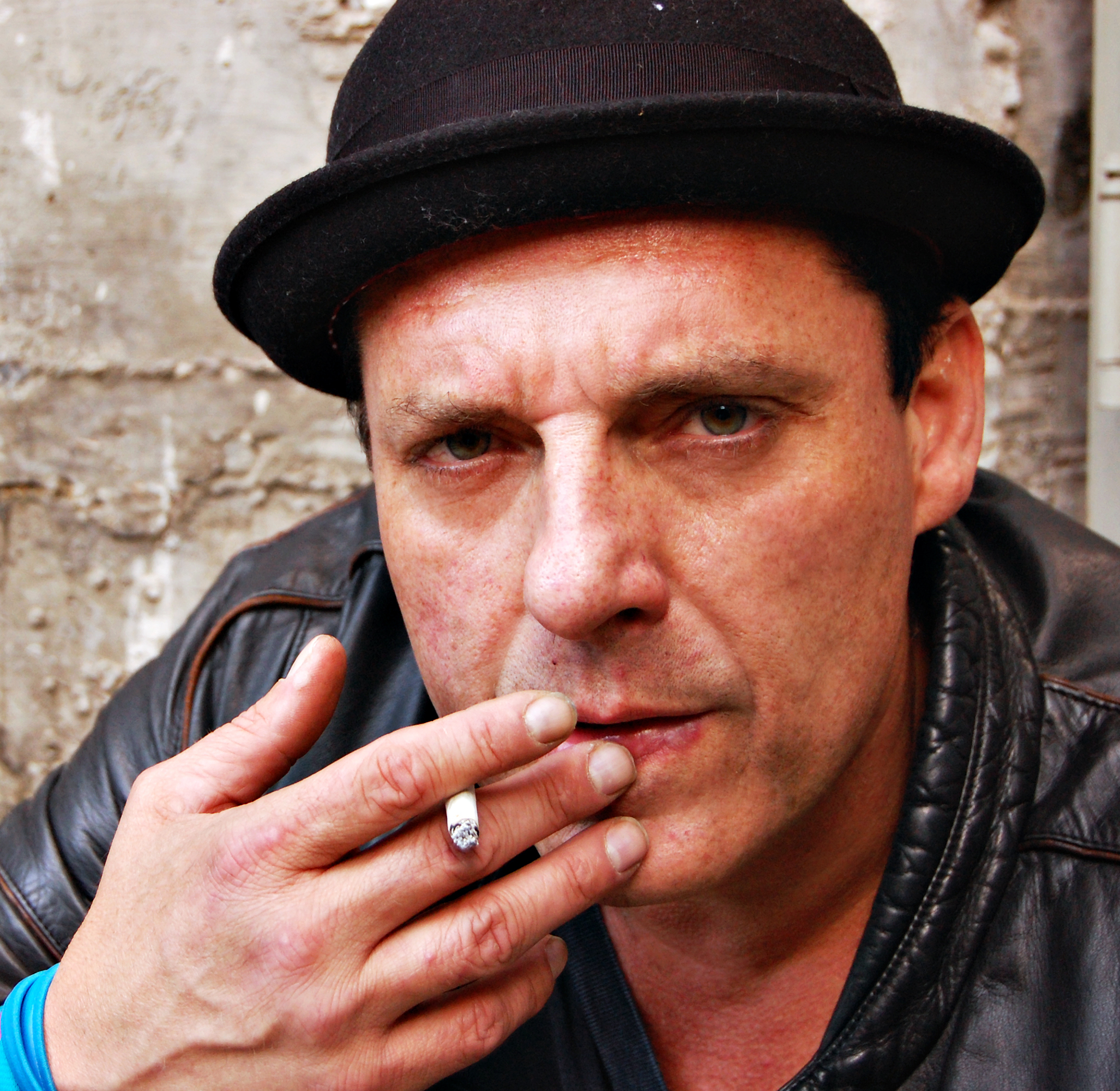
Tom Sizemore, ator estadunidense.

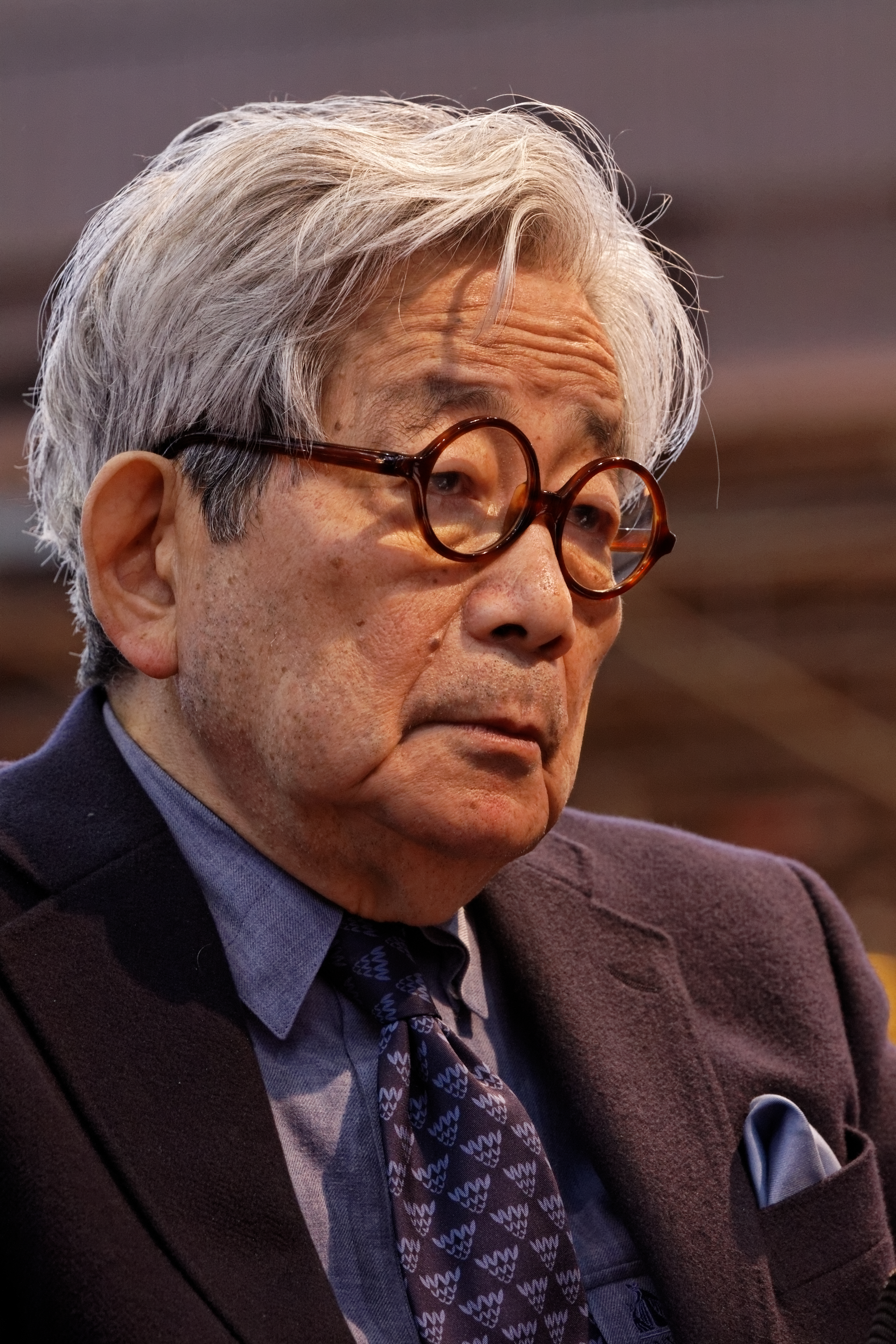
Kenzaburo Oe, escritor japonês.

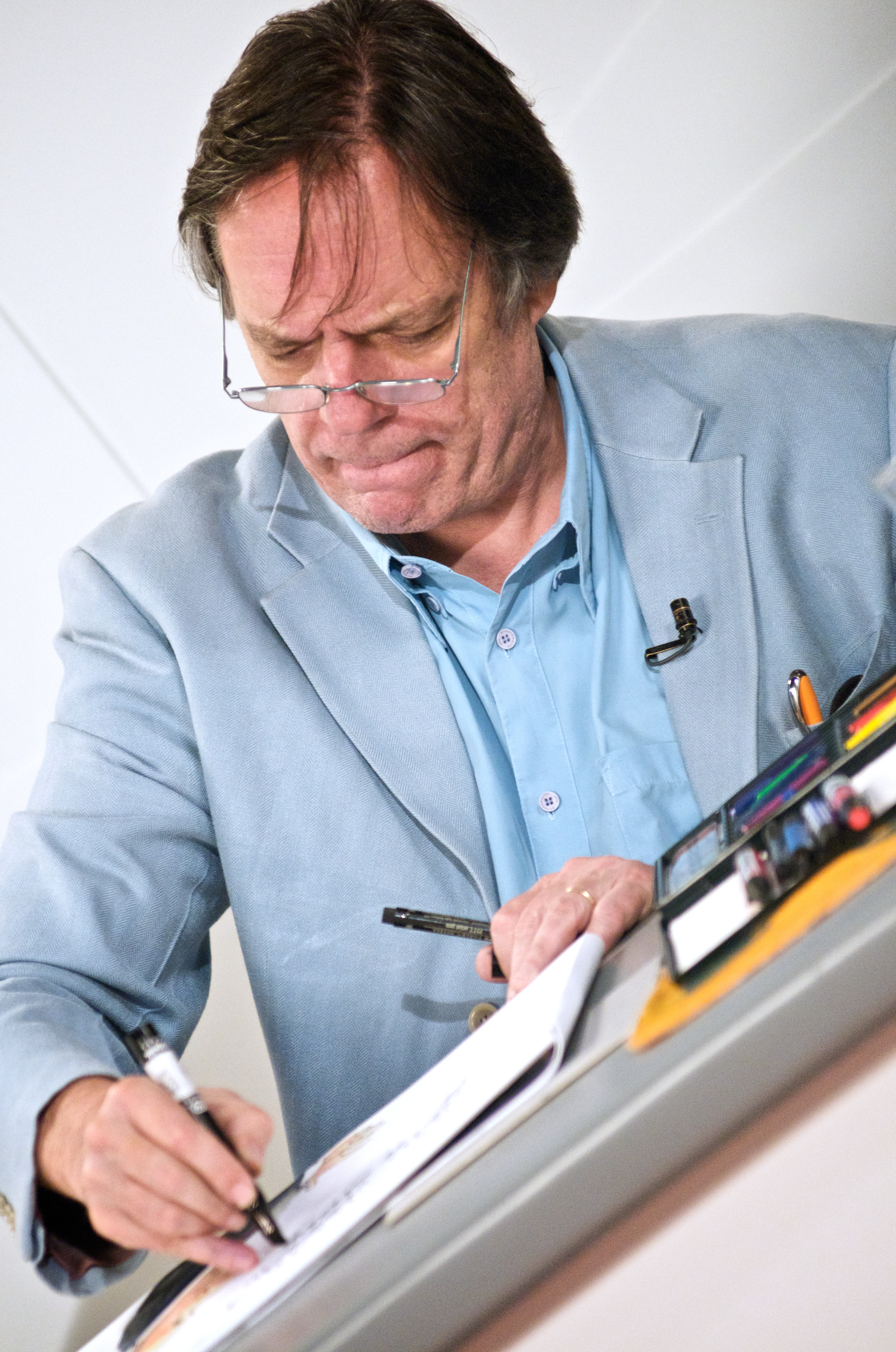
Paulo Caruso, cartunista brasileiro.

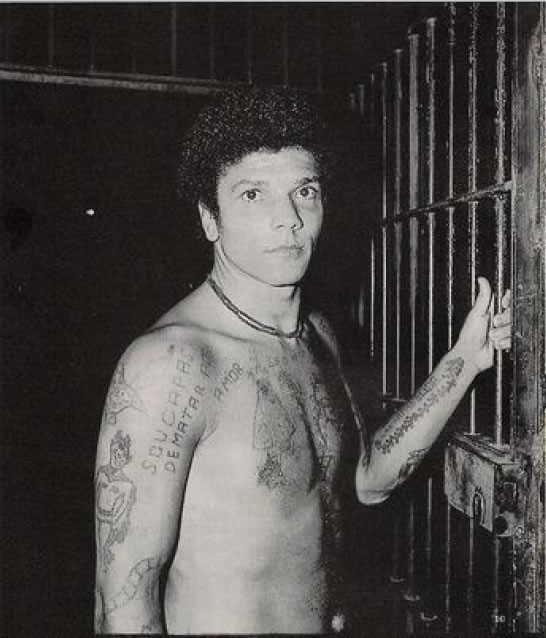
Pedrinho Matador, assassino em série brasileiro.

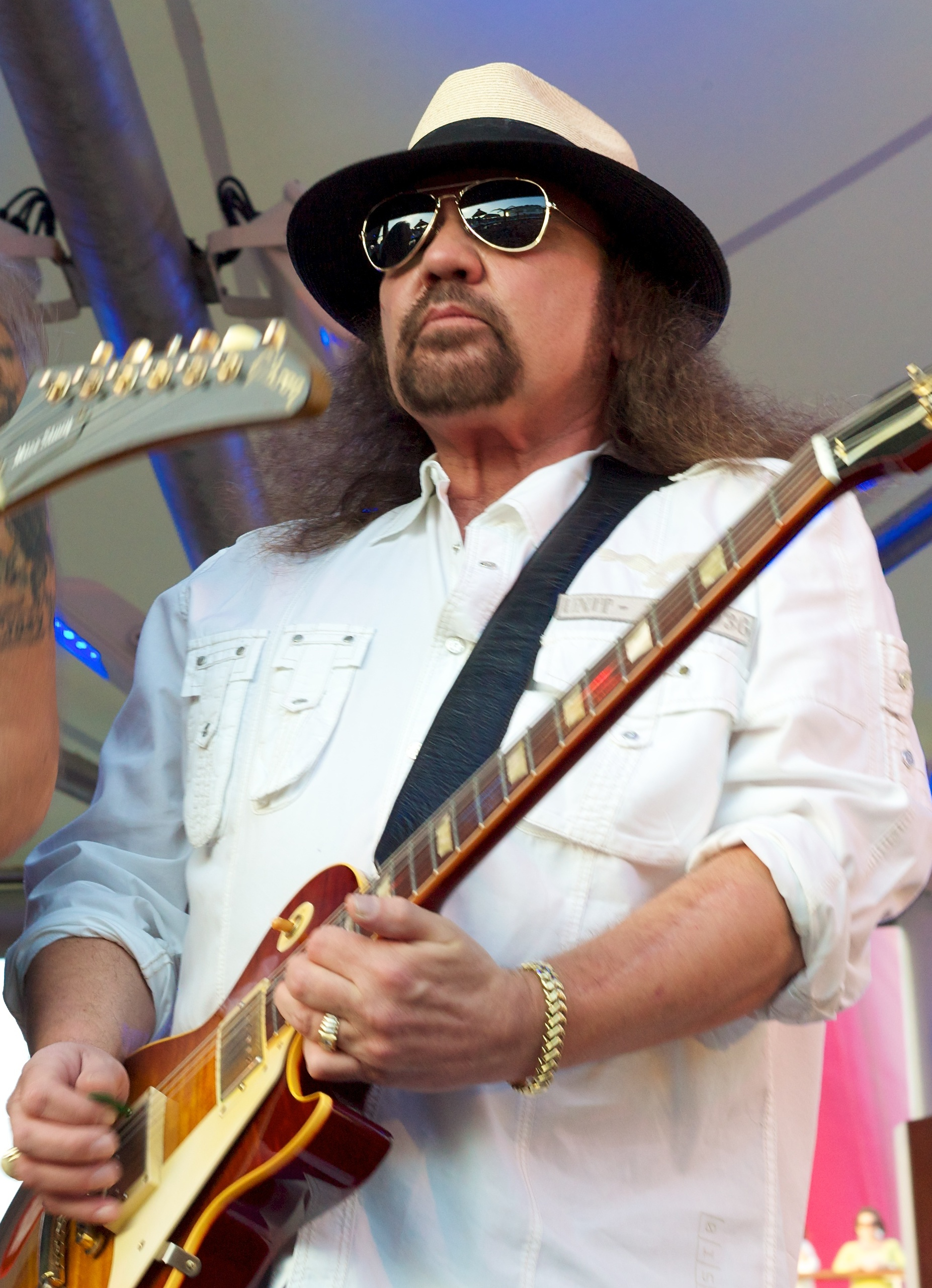
Gary Rossington, guitarrista norte-americano.

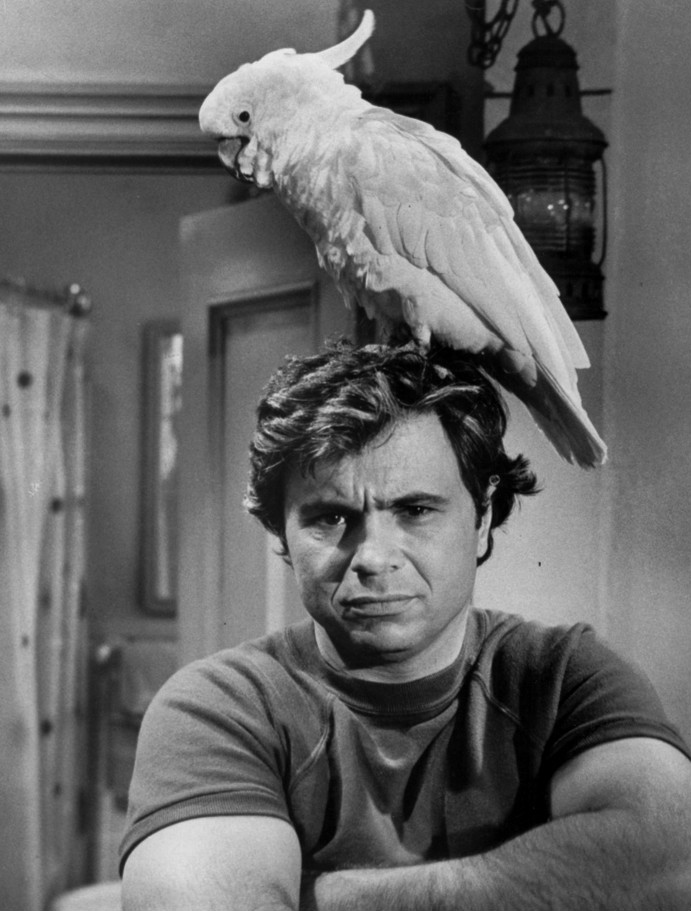
Robert Blake, ator estadunidense.

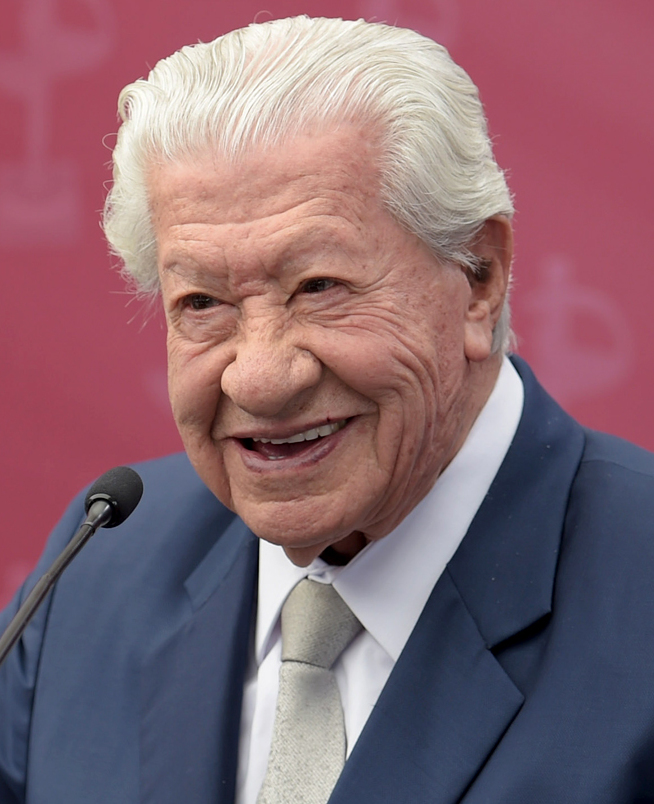
Ignacio López Tarso, ator mexicano.

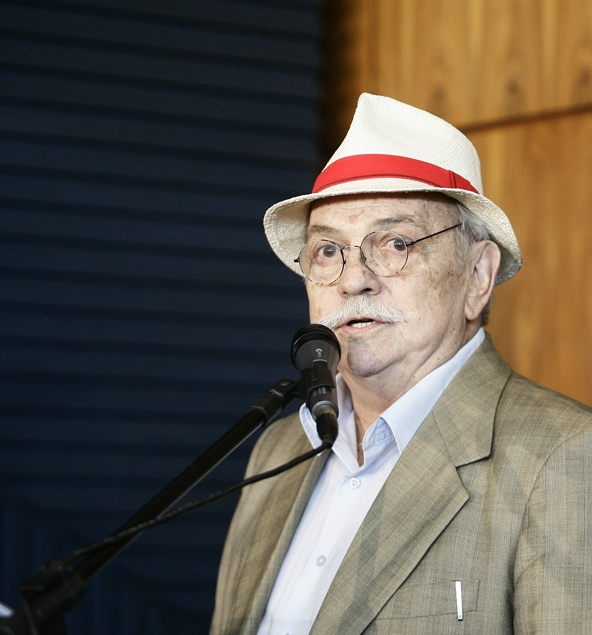
Antônio Pedro, ator brasileiro.

Canisso, baixista brasileiro.

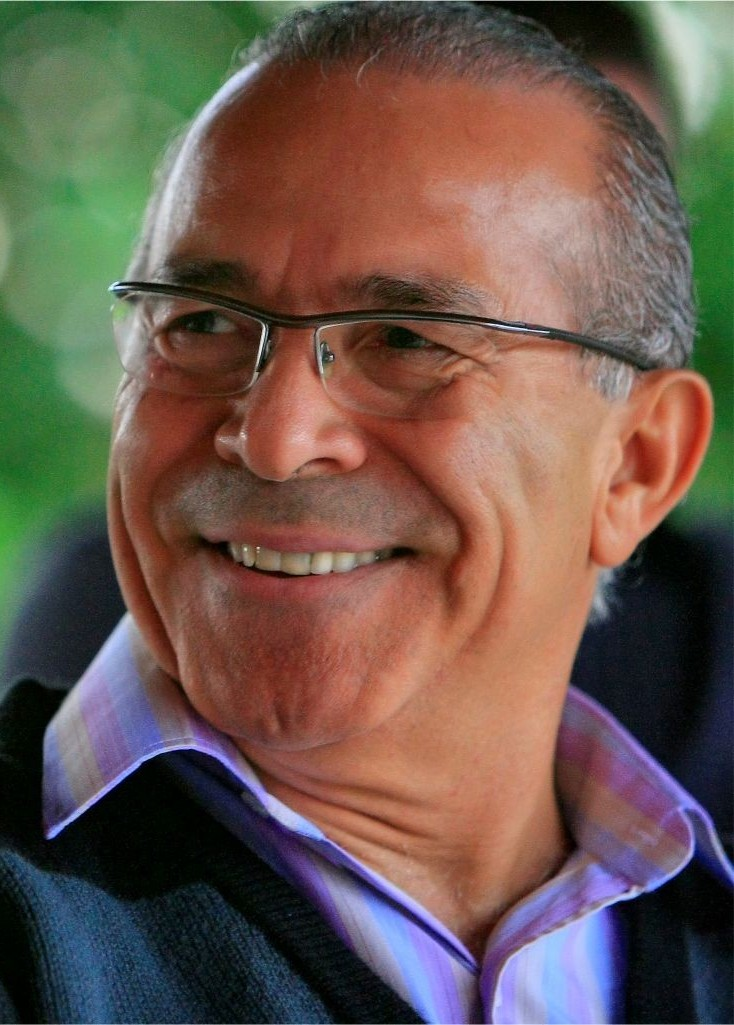
Eliseu Padilha, político brasileiro.

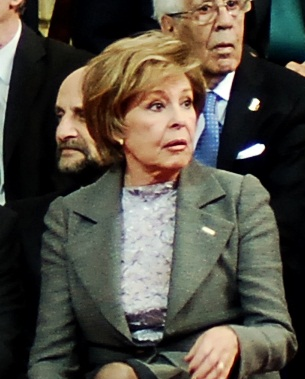
Laura Valenzuela, atriz e apresentadora de televisão espanhola.

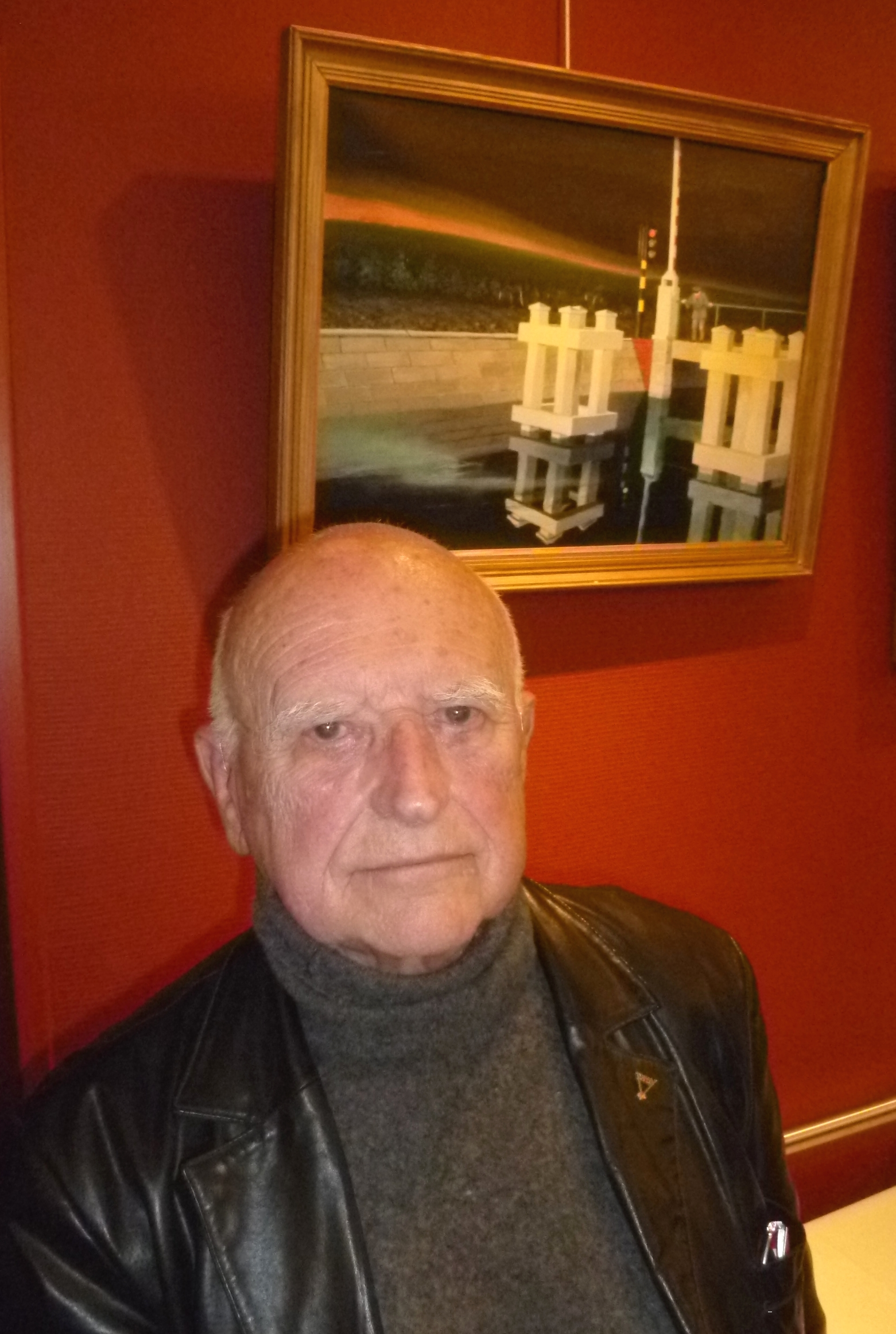
Raoul Servais, quadrinista e animador belga.

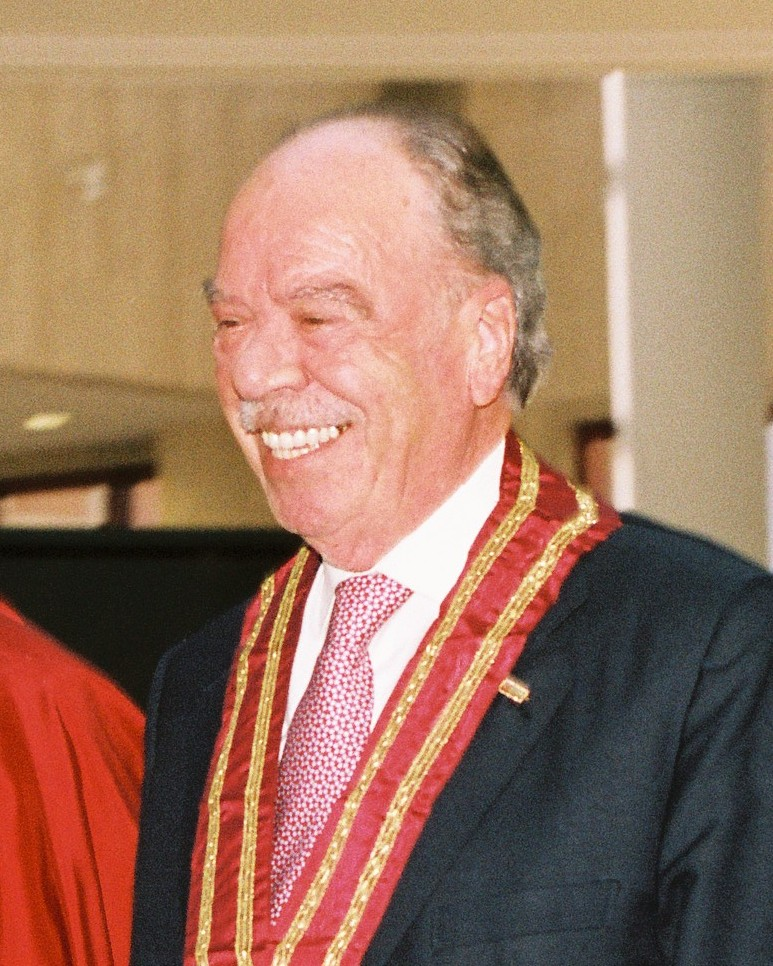
Rui Nabeiro, empresário português.

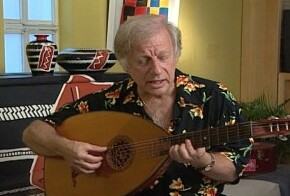
Juca Chaves, cantor, compositor e humorista brasileiro.

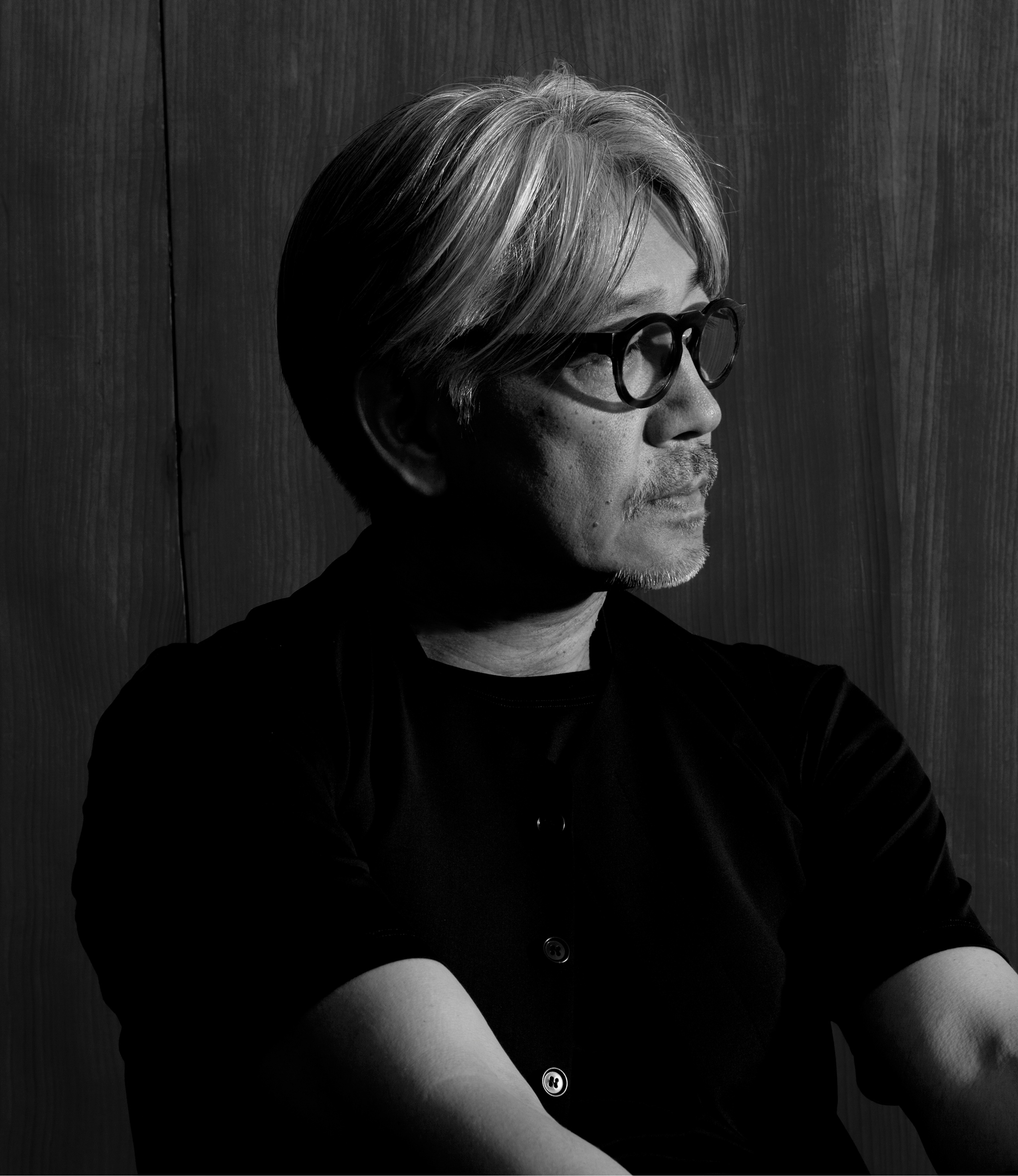
Ryuichi Sakamoto, compositor, regente e produtor musical japonês.

| Dia | Nome                              | Profissão ou motivo de reconhecimento | Nacionalidade             | Nasc. | Ref     |
| --- | --------------------------------- | ------------------------------------- | ------------------------- | ----- | ------- |
| 1   | Just Fontaine                     | Futebolista e treinador de futebol    | França                    | 1933  | [ 1 ]   |
| 1   | Joseph Edra Ukpo                  | Prelado                               | Nigéria                   | 1937  | [ 2 ]   |
| 1   | Setembrino Petri                  | Naturalista e geólogo                 | Brasil                    | 1922  | [ 3 ]   |
| 1   | Heloísa Liberalli Bellotto        | Professora                            | Brasil                    | 1935  | [ 4 ]   |
| 2   | Wayne Shorter                     | Saxofonista e compositor              | Estados Unidos            | 1933  | [ 5 ]   |
| 2   | Duílio Genari                     | Político                              | Brasil                    | 1937  | [ 6 ]   |
| 2   | José Manuel Galvão Teles          | Advogado                              | Portugal                  | 1938  | [ 7 ]   |
| 3   | Rafael Viñoly                     | Arquiteto                             | Uruguai                   | 1944  | [ 8 ]   |
| 3   | Jaak Lipso                        | Basquetebolista                       | Estónia/ União Soviética  | 1940  | [ 9 ]   |
| 3   | Emílio Pitta                      | Ator                                  | Brasil                    | 1943  | [ 10 ]  |
| 3   | Ruy Castelar                      | Ator e locutor de rádio               | Portugal                  | 1932  | [ 11 ]  |
| 3   | Tom Sizemore                      | Ator                                  | Estados Unidos            | 1961  | [ 12 ]  |
| 3   | Yuri Jukov                        | Historiador                           | Rússia/ União Soviética   | 1938  | [ 13 ]  |
| 3   | Erney Plessmann de Camargo        | Médico e cientista                    | Brasil                    | 1935  | [ 14 ]  |
| 3   | Kenzaburo Oe                      | Escritor                              | Japão                     | 1935  | [ 15 ]  |
| 3   | Sueli Costa                       | Cantora                               | Brasil                    | 1943  | [ 16 ]  |
| 4   | Paulo Caruso                      | Cartunista                            | Brasil                    | 1949  | [ 17 ]  |
| 4   | Leo Sterckx                       | Ciclista                              | Bélgica                   | 1936  | [ 18 ]  |
| 4   | Judith Heumann                    | Ativista                              | Estados Unidos            | 1937  | [ 19 ]  |
| 5   | Romualdo Arppi Filho              | Árbitro de futebol                    | Brasil                    | 1939  | [ 20 ]  |
| 5   | Pedrinho Matador                  | Assassino em série                    | Brasil                    | 1954  | [ 21 ]  |
| 5   | Francisco José Ayala              | Biólogo                               | Espanha/ Estados Unidos   | 1934  | [ 22 ]  |
| 5   | Gary Rossington                   | Guitarrista                           | Estados Unidos            | 1951  | [ 23 ]  |
| 5   | Shozo Sasahara                    | Lutador de luta livre                 | Japão                     | 1929  | [ 24 ]  |
| 5   | António Salvado                   | Poeta e escritor                      | Portugal                  | 1936  | [ 25 ]  |
| 6   | Georgina Beyer                    | Política                              | Nova Zelândia             | 1957  | [ 26 ]  |
| 6   | Josef Vojta                       | Futebolista                           | Chéquia/ Tchecoslováquia  | 1935  | [ 27 ]  |
| 6   | Pavel Kharin                      | Canoísta                              | Rússia/ União Soviética   | 1927  | [ 28 ]  |
| 6   | Jörg Jarnut                       | Historiador e professor               | Alemanha                  | 1942  | [ 29 ]  |
| 6   | Robert Blake                      | Ator                                  | Estados Unidos            | 1933  | [ 30 ]  |
| 7   | André Haefliger                   | Matemático                            | Suíça                     | 1929  | [ 31 ]  |
| 8   | Hendrik Brocks                    | Ciclista                              | Indonésia                 | 1942  | [ 32 ]  |
| 8   | Marcel Amont                      | Cantor e ator                         | França                    | 1929  | [ 33 ]  |
| 9   | Topol                             | Ator                                  | Israel                    | 1935  | [ 34 ]  |
| 9   | Daud Muzamil                      | Político                              | Afeganistão               | ?     | [ 35 ]  |
| 9   | Azagaia                           | Cantor                                | Moçambique                | 1984  | [ 36 ]  |
| 9   | Jorge Adrian Beloqui              | Professor e ativista                  | Argentina                 | 1949  | [ 37 ]  |
| 9   | Alex o Fabuloso                   | Cantor                                | Portugal                  | 1934  | [ 38 ]  |
| 9   | Raphael Mechoulam                 | Químico                               | Israel/ Bulgária          | 1930  | [ 39 ]  |
| 10  | Bebeto Castilho                   | Músico                                | Brasil                    | 1939  | [ 40 ]  |
| 10  | Naonobu Fujii                     | Voleibolista                          | Japão                     | 1992  | [ 41 ]  |
| 10  | Servio Tulio                      | Músico e radialista                   | Brasil                    | 1964  | [ 42 ]  |
| 11  | Ignacio López Tarso               | Ator                                  | México                    | 1925  | [ 43 ]  |
| 11  | Jiang Yanyong                     | Médico                                | China                     | 1931  | [ 44 ]  |
| 11  | John Jakes                        | Escritor                              | Estados Unidos            | 1932  | [ 45 ]  |
| 11  | Mário Borriello                   | Artista plástico e carnavalesco       | Brasil                    | 1946  | [ 46 ]  |
| 12  | Antônio Pedro                     | Ator                                  | Brasil                    | 1940  | [ 47 ]  |
| 12  | Alexandre Patrício Gouveia        | Político                              | Portugal                  | 1952  | [ 48 ]  |
| 12  | Dragoslav Mihailović              | Escritor                              | Sérvia/ Iugoslávia        | 1930  | [ 49 ]  |
| 12  | Jaume Medina                      | Poeta e tradutor                      | Espanha                   | 1949  | [ 50 ]  |
| 12  | Dick Fosbury                      | Atleta                                | Estados Unidos            | 1947  | [ 51 ]  |
| 13  | Canisso                           | Baixista                              | Brasil                    | 1965  | [ 52 ]  |
| 13  | Eliseu Padilha                    | Político                              | Brasil                    | 1945  | [ 53 ]  |
| 13  | Jim Gordon                        | Músico                                | Estados Unidos            | 1945  | [ 54 ]  |
| 13  | Sérgio Olavo                      | Geneticista                           | Brasil                    | 1930  | [ 55 ]  |
| 14  | Bobby Caldwell                    | Cantor e compositor                   | Estados Unidos            | 1951  | [ 56 ]  |
| 15  | Theo de Barros                    | Músico                                | Brasil                    | 1943  | [ 57 ]  |
| 15  | José Elias Moreira                | Político                              | Brasil                    | 1940  | [ 58 ]  |
| 16  | José Francisco Moreira dos Santos | Prelado                               | Portugal                  | 1928  | [ 59 ]  |
| 16  | Gladys Kessler                    | Juíza                                 | Estados Unidos            | 1938  | [ 60 ]  |
| 17  | Dubravka Ugrešić                  | Escritora                             | Iugoslávia/ Países Baixos | 1949  | [ 61 ]  |
| 17  | Laura Valenzuela                  | Atriz e apresentadora de televisão    | Espanha                   | 1931  | [ 62 ]  |
| 17  | Lance Reddick                     | Ator                                  | Estados Unidos            | 1962  | [ 63 ]  |
| 17  | Jorge Edwards                     | Escritor                              | Chile                     | 1931  | [ 64 ]  |
| 17  | Edmar Moreira                     | Político                              | Brasil                    | 1939  | [ 65 ]  |
| 17  | Raoul Servais                     | Animador e quadrinista                | Bélgica                   | 1928  | [ 66 ]  |
| 18  | Pedro Solbes                      | Político                              | Espanha                   | 1942  | [ 67 ]  |
| 19  | Rui Nabeiro                       | Empresário                            | Portugal                  | 1931  | [ 68 ]  |
| 19  | Marisol Malaret                   | Modelo                                | Porto Rico                | 1949  | [ 69 ]  |
| 19  | Pohiva Tuʻiʻonetoa                | Contador e político                   | Tonga                     | 1951  | [ 70 ]  |
| 19  | Jean-Jacques Favier               | Astronauta                            | França                    | 1949  | [ 71 ]  |
| 20  | Mario López Estrada               | Empresário                            | Guatemala                 | 1938  | [ 72 ]  |
| 20  | Virginia Zeani                    | Cantora de ópera                      | Roménia                   | 1925  | [ 73 ]  |
| 20  | Osvaldo Héctor Cruz               | Futebolista                           | Argentina                 | 1931  | [ 74 ]  |
| 20  | Anita Thallaug                    | Cantora e atriz                       | Noruega                   | 1938  | [ 75 ]  |
| 20  | Paul Grant                        | Ator                                  | Reino Unido               | 1966  | [ 76 ]  |
| 20  | Michael Reaves                    | Escritor e roteirista                 | Estados Unidos            | 1950  | [ 77 ]  |
| 21  | Yechezkel Chazom                  | Futebolista                           | Israel                    | 1947  | [ 78 ]  |
| 21  | Francesco Maselli                 | Cineasta                              | Itália                    | 1930  | [ 79 ]  |
| 21  | Willis Reed                       | Basquetebolista                       | Estados Unidos            | 1942  | [ 80 ]  |
| 21  | Claude Lorius                     | Glaciologista                         | França                    | 1932  | [ 81 ]  |
| 21  | Thatianne Ferro Teixeira          | Política                              | Brasil                    | 1979  | [ 82 ]  |
| 22  | Rebecca Jones                     | Atriz e produtora de televisão        | México                    | 1957  | [ 83 ]  |
| 22  | Vera Sós                          | Matemática                            | Hungria                   | 1930  | [ 84 ]  |
| 22  | Tom Leadon                        | Músico                                | Estados Unidos            | 1952  | [ 85 ]  |
| 22  | Lucy Salani                       | Ativista                              | Itália                    | 1924  | [ 86 ]  |
| 23  | Epeli Ganilau                     | Militar e político                    | Fiji                      | 1951  | [ 87 ]  |
| 23  | DJ Jamaika                        | Cantor                                | Brasil                    | 1963  | [ 88 ]  |
| 23  | João de Sousa Araújo              | Arquiteto, escultor e pintor          | Portugal                  | 1929  | [ 89 ]  |
| 24  | Gordon Moore                      | Empresário e engenheiro               | Estados Unidos            | 1929  | [ 90 ]  |
| 24  | Márcia Barroso do Amaral          | Escultora, pintora e galerista        | Brasil                    | 1943  | [ 91 ]  |
| 24  | Flávio de Almeida Coelho          | Empresário                            | Brasil                    | 1943  | [ 92 ]  |
| 25  | Pascoal Mocumbi                   | Médico e político                     | Moçambique                | 1941  | [ 93 ]  |
| 25  | Chabelo                           | Ator                                  | México                    | 1935  | [ 94 ]  |
| 25  | Juca Chaves                       | Compositor, músico e humorista        | Brasil                    | 1938  | [ 95 ]  |
| 25  | Jacob Ziv                         | Professor e cientista                 | Israel                    | 1931  | [ 96 ]  |
| 26  | Oladipo Diya                      | Militar e político                    | Nigéria                   | 1944  | [ 97 ]  |
| 26  | María Kodama                      | Escritora e tradutora                 | Argentina                 | 1937  | [ 98 ]  |
| 26  | Karl-Josef Rauber                 | Prelado                               | Alemanha                  | 1934  | [ 99 ]  |
| 26  | Ousmane Farota                    | Futebolista                           | Mali                      | 1964  | [ 100 ] |
| 27  | Max Hardcore                      | Ator pornográfico                     | Estados Unidos            | 1956  | [ 101 ] |
| 27  | Peggy Scott-Adams                 | Cantora                               | Estados Unidos            | 1948  | [ 102 ] |
| 28  | Manfred Schäfer                   | Futebolista                           | Austrália/ Alemanha       | 1943  | [ 103 ] |
| 28  | Jerzy Rzedowski                   | Botânico                              | México/ Polónia           | 1926  | [ 104 ] |
| 28  | Ryuichi Sakamoto                  | Compositor                            | Japão                     | 1952  | [ 105 ] |
| 29  | Gilmara Sanches                   | Atriz e dubladora                     | Brasil                    | 1943  | [ 106 ] |
| 29  | Erika Dobosiewicz                 | Violinista                            | México/ Polónia           | 1967  | [ 107 ] |
| 30  | Paweł Śpiewak                     | Político, historiador e sociólogo     | Polónia                   | 1951  | [ 108 ] |
| 30  | Raimundo Fernandes                | Político                              | Brasil                    | 1942  | [ 109 ] |
| 30  | Ray Shulman                       | Músico                                | Reino Unido               | 1949  | [ 110 ] |
| 30  | José Duarte                       | Locutor de rádio                      | Portugal                  | 1938  | [ 111 ] |
| 31  | Palmério Dória                    | Jornalista e escritor                 | Brasil                    | 1948  | [ 112 ] |